# Mistrovství světa v ledním hokeji – divize IV
Divize IV. je kvalifikační soutěží mistrovství světa pořádanou IIHF. První tým postupuje do skupiny B divize III. Divize byla vytvořena pro Mistrovství světa v ledním hokeji 2020 a jedná se o nejnižší úroveň mistrovství světa.

## Výsledky
Národní tým, který vyhraje čtvrtou Divizi, pro následující rok postoupí do Divize III a nahradí nejhorší tým ze Divize III.
| Rok       | Hrálo se v | Vítěz a postupující                  |
| --------- | ---------- | ------------------------------------ |
| MS – 2020 | Biškek     | Zrušeno kvůli pandemii covidu-19     |
| MS – 2021 | Biškek     | Zrušeno kvůli pandemii covidu-19     |
| MS – 2022 | Biškek     | Kyrgyzstán, Írán, Singapur, Malajsie |
| MS – 2023 | Ulánbátar  | Filipíny                             |
| MS – 2024 | Kuvajt     | Mongolsko                            |
| MS – 2025 | Jerevan    | Uzbekistán                           |

## Účasti
Obsahuje pouze účasti v Divizi IV.
| Mužstvo    | Účasti | První | Poslední | 1. | 2. | 3. | Celkově | Nejlepší umístění (první/poslední) | Pořádání |
| ---------- | ------ | ----- | -------- | -- | -- | -- | ------- | ---------------------------------- | -------- |
| Arménie    | 1      | 2025  | 2025     | –  | 1  | –  | 1       | Druhé (v roce 2025)                | 1        |
| Indonésie  | 3      | 2023  | 2025     | –  | –  | 1  | 1       | Třetí (v roce 2024)                | 0        |
| Írán       | 2      | 2022  | 2025     | –  | 1  | –  | 1       | Druhé (v roce 2022)                | 0        |
| Kuvajt     | 4      | 2022  | 2025     | –  | 1  | 2  | 3       | Druhé (v roce 2024)                | 1        |
| Kyrgyzstán | 1      | 2022  | 2022     | 1  | –  | –  | 1       | První (v roce 2022)                | 1        |
| Malajsie   | 3      | 2022  | 2025     | –  | –  | –  | –       | Čtvrté (v roce 2022 a 2024)        | 0        |
| Mongolsko  | 2      | 2023  | 2024     | 1  | 1  | –  | 2       | První (v roce 2024)                | 1        |
| Filipíny   | 2      | 2022  | 2023     | 1  | –  | –  | 1       | První (v roce 2023)                | 0        |
| Singapur   | 1      | 2022  | 2022     | –  | –  | 1  | 1       | Třetí (v roce 2022)                | 0        |
| Uzbekistán | 1      | 2025  | 2025     | 1  | –  | –  | 1       | První (v roce 2025)                | 0        |